# Olympiacos Syndesmos Filathlōn Peiraiōs (pallamano)
L'Olympiacos Handball Club è la sezione di pallamano maschile dell'Olympiakos Syndesmos Filathlōn Peiraiōs del Pireo.
La sezione è stata fondata nel 1931, per poi riorganizzarsi nel 2017.

## Palmarès

### Titoli nazionali
- Campionato greco: 5
  - 2017-18, 2018-19, 2021-2022, 2023-24, 2024-25
- Coppa della Grecia: 3
  - 2017-18, 2018-19, 2022-23
- Supercoppa di Grecia: 3
  - 2022, 2023, 2024

## Rosa 2024-25
| N° | Naz.                            | Ruolo | Sportivo                   | Anno |  |  |
| -- | ------------------------------- | ----- | -------------------------- | ---- |  |  |
| 1  | Grecia (bandiera)               | P     | Konstantinos Kotanidis     | 1992 |  |  |
| 12 | Grecia (bandiera)               | P     | Panagiotis Papantonopoulos | 2002 |  |  |
| 21 | Ucraina (bandiera)              | P     | Rudolf Borodai             | 1995 |  |  |
| 6  | Grecia (bandiera)               | A     | Dimitrios Tziras           | 1990 |  |  |
| 8  | Grecia (bandiera)               | A     | Georgios Papavasilis       | 2000 |  |  |
| 9  | Croazia (bandiera)              | A     | Ivan Vida                  | 1994 |  |  |
| 10 | Grecia (bandiera)               | A     | Grigorios Tzimpoulas       | 2000 |  |  |
| 11 | Grecia (bandiera)               | T     | Athanasios Papazoglou      | 2001 |  |  |
| 17 | Grecia (bandiera)               | T     | Petros Kandylas            | 1990 |  |  |
| 14 | Grecia (bandiera)               | A     | Charalampos Dompris        | 2001 |  |  |
| 18 | Bosnia ed Erzegovina (bandiera) | T     | Josip Perić                | 1992 |  |  |
| 19 | Croazia (bandiera)              | T     | Ivan Slišković             | 1991 |  |  |
| 22 | Montenegro (bandiera)           | PV    | Luka Vujović               | 2000 |  |  |
| 23 | Serbia (bandiera)               | T     | Predrag Vejin              | 1992 |  |  |
| 27 | Grecia (bandiera)               | PV    | Nikolaos Liapis            | 1999 |  |  |
| 32 | Grecia (bandiera)               | T     | Nikolaos Passias           | 1995 |  |  |
| 66 | Grecia (bandiera)               | PV    | Stefanos Michailidis       | 1994 |  |  |
| 77 | Grecia (bandiera)               | T     | Savvas Savvas              | 1997 |  |  |

### Staff
- Allenatore:  Riccardo Trillini
- Vice allenatore:  Stefano Palazzi
- Preparatore dei portieri:  Luigi Malavasi